# Helmut Klingen

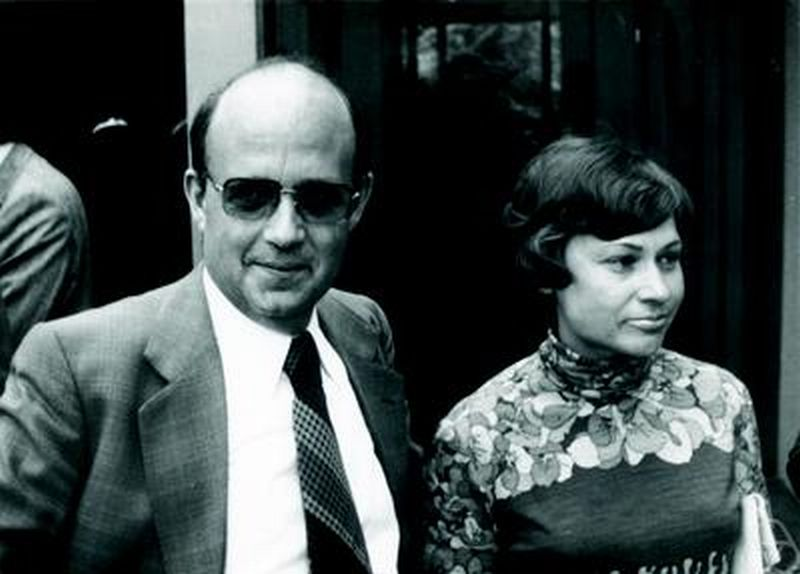
Helmut Klingen (Oberwolfach 1975)

Helmut Klingen (* 16. Dezember 1927 in Viersen; † 23. Januar 2017) war ein deutscher Mathematiker.

## Leben
Helmut Klingen, Sohn eines Oberstudienrats, wurde 1945 als Soldat eingezogen und geriet 1946 in Kriegsgefangenschaft. 1947 machte er sein Abitur in Viersen. Er studierte Mathematik und Physik an der Universität Göttingen mit dem Staatsexamen 1953 und wurde 1955 bei Carl Ludwig Siegel  in Göttingen promoviert (Diskontinuierliche Gruppen in symmetrischen Räumen). Danach war er 1955 bis 1960 wissenschaftlicher Assistent in Göttingen. Nach der Habilitation 1957 war er Privatdozent in Göttingen, 1960 Dozent in Marburg und 1961 in Heidelberg. 
Ab 1962 war Helmut Klingen an der Albert-Ludwigs-Universität Freiburg, zunächst als außerordentlicher Professor und ab 1963 als ordentlicher Professor. Er war Gastwissenschaftler an der University of California, Berkeley (Gastprofessor 1958/59), am Institute for Advanced Study (1965/66), am Tata Institute of Fundamental Research in Bombay (1968), an der Akademie der Wissenschaften der UdSSR in Sankt Petersburg und Moskau (1989) und am MSRI (1994).
Klingen befasste sich mit Zahlentheorie, Funktionentheorie mehrerer komplexer Variabler, automorphen Formen  und speziell Siegelschen Modulformen. 
Er hielt einen Vortrag auf dem Internationalen Mathematikerkongress in Stockholm 1962 (Fourierentwicklung von Modulformen).
Zu seinen Doktoranden zählen unter anderem Peter Bundschuh und Jürgen Wolfart.

## Schriften
- Introductory Lectures on Siegel Modular Forms, Cambridge Studies in Advanced Mathematics, Cambridge University Press 1990
- Zur Theorie der hermitischen Modulfunktionen, Mathematische Annalen, Band 134, 1958, S. 355–384
- Bemerkung über Kongruenzgruppen der Modulgruppe n-ten Grades, Archiv der Mathematik, Band 10, 1959, S. 113–122
- Eisensteinreihen zur Hilbertschen Modulgruppe n-ten Grades, Nachrichten der Akademie der Wissenschaften in Göttingen 1960, Nr. 4, S. 87–104
- Zur Transformationstheorie von Thetareihen indefiniter quadratischer Formen, Mathematische Annalen, Band 140, 1960, S. 76–86
- Charakterisierung der Siegelschen Modulgruppe durch ein endliches System definierender Relationen, Mathematische Annalen, Band 144, 1961, S. 64–72
- Über die Werte der Dedekindschen Zetafunktion, Mathematische Annalen, Band 145, 1962, S. 265–272
- Über den arithmetischen Charakter der Fourierkoeffizienten von Modulformen, Mathematische Annalen, Band 147, 1962, S. 176–188
- Bemerkungen zur Konvergenz von Poincaréschen Reihen, Nachrichten der Akademie der Wissenschaften in Göttingen 1966, Nr. 1, S. 1–9
- Über Poincarésche Reihen zur Siegelschen Modulgruppe, Mathematische Annalen, Band 168, 1967, S. 157–170
- Zum Darstellungssatz für Siegelsche Modulformen, Mathematische Zeitschrift, Band  102, 1967, S. 30–43, Berichtigung in Band 105, 1968, S. 399–400
- Zur Struktur der Siegelschen Modulgruppe, Mathematische Zeitschrift, Band 136, 1974, S. 169–178